# Panorama (Pylea-Chortiatis)
Panorama (in greco Πανόραμα?) è una frazione del comune greco di Pylea-Chortiatis.
Si trova in Macedonia Centrale ed è un ex comune che al censimento più recente (2001) contava poco più di 14000 abitanti.
Fu soppresso con la riforma amministrativa Programma Callicrate a gennaio 2011.